# Роберт Вайтгед
Роберт Вайтгед (англ. Robert Whitehead; 3 січня 1823), Болтон — 14 листопада 1905, Шрівінхем) — англійський інженер, що здійснив визначний внесок у вдосконалення перших торпед.

## Винахід торпеди
Подією, що змінив життя Роберта Вайтгеда, стало запрошення його приєднатися до роботи по удосконаленню апарату для берегової оборони, яке надійшло в 1864 році. Цей апарат відомий в англомовному перекладі, як «coastsaver» («захисник берега»), був винайдений відставним фрегаттен-капітаном (капітаном 2-го рангу) Імператорського Військового Флоту Австрійської Імперії Джованні Лаппісом. Пристрій являв собою занурюваний у воду довгий сигароподібний апарат, заповнений вибуховою речовиною, який приводив у рух збільшений у розмірах годинниковий механізм. Цей апарат мав вкрай обмежені характеристики, але він надихнув Вайтгеда на пошук інших рішень по створенню нової зброї.
За допомогою свого дванадцятирічного сина Джона, Вайтгед впродовж наступних двох років невтомно займався вдосконаленням нової підводної зброї. Результатом його робіт стала представлена у жовтні 1866 року в Фіуме торпеда з пневматичним приводом. Випробування виявилися невдалими через нестійкість ходу торпеди по курсу та глибині, але 1868 року Вайтгед запропонував новий зразок торпеди — зі співосними гребними гвинтами та гідростатом. Цей зразок, після певного доопрацювання. був прийнятий на озброєння Австро-Угорського флоту у 1871 році. Пізніше Вайтгед постійно вдосконалював торпеди, і ще за його життя заснована ним компанія створила значну кількість варіантів торпед. З 1866 по 1905 рік максимальна швидкість торпед Вайтгеда збільшилась з 6,5 до 32 вузлів, а максимальна дальність пуску зросла з 200 до 2200 ярдів (від 180 до 2000 метрів).